# Alejandro Tabilo
Alejandro Tabilo (Toronto, 2 giugno 1997) è un tennista cileno.
Nato da genitori cileni in Canada, ha rappresentato questo Paese fino al 2016, quando ha optato per la nazionalità cilena. Nel circuito maggiore ha vinto due titoli in singolare e uno in doppio.
I suoi migliori ranking ATP sono il 19º posto in singolare nel luglio 2024 e il 106º in doppio nel gennaio 2025. Ha fatto il suo esordio nella squadra cilena di Coppa Davis nel 2019.

## Carriera

### Categorie giovanili
Nel 2009 si laurea campione del mondo Under-12, nell'ottobre 2010 fa il suo esordio nell'ITF Junior Circuit e nel 2011 entra nell'accademia IMG di Nick Bollettieri negli Stati Uniti, dove rimarrà fino al 2015. Nel 2011 gioca per il Canada le ITF World Junior Tennis Finals, vince tutti gli incontri disputati ma il Canada viene eliminato nel round-robin. Nel 2012 vince il prestigioso torneo Orange Bowl Under 16 in doppio, e nel novembre dello stesso anno vince in doppio il primo torneo juniores ITF. Nel luglio 2013 vince il suo primo e unico torneo ITF juniores in singolare. Nel marzo 2015 vince il suo unico torneo di Grade A imponendosi in doppio al Campeonato Internacional Juvenil de Tenis de Porto Alegre e il mese dopo raggiunge il 29º posto nel ranking mondiale di categoria. Chiude l'esperienza tra gli juniores nel settembre successivo dopo aver vinto un torneo in singolare e sei in doppio.

### 2013-2016, inizi tra i professionisti, cambio di nazionalità e primi titoli ITF
Fa le sue prime apparizioni tra i professionisti nel 2013 nel circuito ITF Futures e inizia a giocare con continuità verso la fine del 2015. Nell'agosto 2016 fa il suo esordio nel circuito Challenger con una sconfitta nel Challenger de Gatineau. Il mese successivo sconfigge il cileno Nicolás Jarry in un Futures e il padre lo spinge da quel momento a gareggiare per il Cile, paese di origine dei genitori, nonostante avesse in precedenza partecipato alla Coppa Davis Junior nelle file del Canada. In dicembre alza i primi trofei da professionista con le vittorie nelle finali in singolare e in doppio del Futures Chile F6.

### 2017-2019, esordio in Coppa Davis e 206º nel ranking ATP
Nel 2017 vince tre titoli ITF in doppio, mentre in singolare non va oltre la finale persa in dicembre al torneo Futures Chile F3. Deve attendere un altro anno per vincere un nuovo titolo, che arriva nel dicembre 2018 in singolare al Dominican Republic F2. Nel febbraio 2019 vince un altro torneo ITF in singolare in Kazakistan e a maggio disputa al Puerto Vallarta Open la sua prima semifinale in un Challenger, persa contro John-Patrick Smith. A giugno vince in doppio un torneo ITF rumeno; in quel periodo raccoglie altri discreti risultati in singolare nei Challenger, ad agosto entra nella top 300 e in novembre raggiunge la 206ª posizione. Verso fine stagione disputa due quarti di finale in doppio in tornei Challenger australiani e a novembre fa il suo esordio in Coppa Davis con il Cile, viene schierato solo in doppio in coppia con Marcelo Tomás Barrios Vera e perde il punto decisivo nella sfida contro la Germania.

### 2020-2021, esordio nel circuito maggiore e primo titolo Challenger
Nel gennaio 2020 entra per la prima volta nel tabellone principale di un torneo del Grande Slam all'Australian Open passando dalle qualificazioni. Dopo aver sconfitto il qualificato Daniel Elahi Galán, viene eliminato da John Isner al secondo turno in tre set. Con questo risultato entra per la prima volta nella top 200 del ranking ATP. Un mese più tardi vince il suo secondo incontro nel circuito maggiore eliminando Paolo Lorenzi al primo turno del Chile Open. Dopo la lunga pausa del tennis mondiale per la pandemia di COVID-19 raggiunge due semifinali in singolare nel circuito Challenger.
Nel febbraio 2021 batte per la prima volta un top 100 del ranking ATP, il nº 92 Federico Coria, al Challenger Concepción, ed esce di scena in semifinale per mano di Francisco Cerúndolo. A luglio disputa la sua prima finale Challenger a Lexington e perde in tre set contro Jason Kubler. In ottobre supera per la prima volta un turno in un Masters 1000 battendo Denis Kudla a Indian Wells e a fine mese perde a Lima la sua prima finale Challenger in doppio, sconfitto assieme a Marcelo Tomás Barrios Vera dalla coppia Sergio Galdós / Gonçalo Oliveira. La settimana successiva si aggiudica il primo titolo di categoria al Challenger Ciudad de Guayaquil, superando in finale Jesper de Jong per 6–1, 7–5. Il successo lo porta alla 140ª posizione mondiale, nuovo best ranking, e dopo la sconfitta subita a fine novembre contro Daniel Altmaier nella finale di Puerto Vallarta sale alla 135ª.

### 2022, prima finale ATP e 64º nel ranking
Prosegue l'ascesa nel ranking nei primi mesi del 2022, dopo la sua prima esperienza all'ATP Cup, in cui vince uno dei tre incontri disputati, supera le qualificazioni agli Australian Open, ma esce al primo turno del tabellone principale. A febbraio disputa la sua prima finale nel circuito maggiore al Córdoba Open, elimina tra gli altri Sebastián Báez e il nº 14 del mondo Diego Schwartzman e viene sconfitto da Albert Ramos Viñolas. A fine mese batte il nº 1 cileno Cristian Garín al Chile Open e viene eliminato in semifinale da Pedro Martinez, risultati che lo portano per la prima volta nella top 100 mondiale. Continua a risalire la classifica nei mesi successivi, in marzo perde la finale del Santiago Challenger contro Hugo Dellien e ad aprile, dopo la semifinale al Challenger di Sarasota, si concentra a giocare nel circuito maggiore. A fine mese batte di nuovo Garin a Monaco di Baviera ed esce nei quarti per mano di Oscar Otte.
Subisce un infortunio a un braccio che lo tiene lontano dalle gare più di un mese e gli impedisce di giocare al Roland Garros. Al suo rientro entra per la prima volta nel tabellone di uno Slam senza passare per le qualificazioni a Wimbledon, e viene eliminato al secondo turno da Miomir Kecmanović dopo il successo su Laslo Đere. A fine torneo diventa il primo cileno nella classifica ATP e la settimana successiva porta il best ranking alla 64ª posizione mondiale. Raggiunge il secondo turno nei tornei di Winston-Salem, agli US Open e a San Diego.

### 2023, discesa e risalita nel ranking, 4 titoli Challenger
Nella prima parte del 2023 si mette in luce in doppio raggiungendo la semifinale al Chile Open in coppia con Marcelo Tomás Barrios Vera e danno forfait prima del match. In singolare non ripete i risultati dell'inizio stagione precedente e a marzo scende al 187º posto del ranking. Si riscatta a Indian Wells, dove supera le qualificazioni e raggiunge per la prima volta il quarto turno in un Masters 1000, elimina tra gli altri Maxime Cressy e viene sconfitto da Frances Tiafoe. Perde contro Marcelo Tomás Barrios Vera la finale al Challenger Aberto de Tênis de Santa Catarina e a maggio si trova al 190º posto. Vince subito dopo il primo titolo dopo un anno e mezzo a Francavilla al Mare con il successo in finale su Benoît Paire per 6–1, 7–5. Eliminato al turno decisivo nelle qualificazioni al Roland Garros, a luglio vince anche il Challenger di Karlsruhe grazie al ritiro di Giulio Zeppieri nel corso della finale. Esce al primo turno nei successivi tornei del circuito maggiore, compresi gli US Open, mentre nel circuito Challenger conquista il titolo a Guayaquil superando in finale Daniel Elahi Galán. A Lima arriva alla semifinale la settimana successiva, a fine novembre vince un altro titolo sul duro di Brasilia sconfiggendo in finale Roman Andres Burruchaga e rientra nella top 100.

### 2024, primi due titoli ATP, prima semifinale Masters 1000 e top 20 in singolare, primo titolo ATP in doppio
A inizio stagione vince il primo titolo del circuito maggiore a Auckland. Durante il suo percorso elimina Botic van de Zandschulp, sfrutta il walkover di Cameron Norrie e batte l'emergente Arthur Fils. In finale si impone su Tarō Daniel con il punteggio di 6-2, 7-5. Grazie a questo successo entra per la prima volta in top 50, alla 49ª posizione. Eliminato al primo turno agli Australian Open, torna protagonista raggiungendo le finali nel torneo ATP di Santiago del Chile, vince quella in doppio, nel suo primo titolo ATP di specialità, sconfiggendo assieme a Marcelo Tomás Barrios Vera in due set la coppia Orlando Luz / Matias Soto. Viene invece sconfitto in quella di singolare da Sebastián Báez per 6-3, 0-6, 4-6 e sale al 39º posto mondiale. Esce al secondo turno nei primi tre Masters 1000 stagionali. Riprende l'ascesa nel ranking accedendo alla semifinale dell'ATP di Bucarest, persa in due set contro Marton Fucsovics.
A maggio si aggiudica il Challenger 125 di Aix-en-Provence superando in finale in due set Jaume Munar e sale al 32º posto mondiale. Sempre a maggio, al quarto turno degli Internazionali d'Italia concede cinque soli giochi al nº 1 del mondo Novak Đoković, nella sua prima vittoria contro un top 10. Accede per la prima volta ai quarti di finale di un Masters 1000 con il successo dopo due tie-break contro il top 20 Karen Khachanov, elimina quindi anche Zhang Zhizhen e cede in semifinale contro Alexander Zverev dopo aver dominato il primo set e aver perso il secondo al tie break. Con questi risultati porta il miglior ranking alla 24ª posizione. All'esordio assoluto nel tabellone del Roland Garros viene eliminato a sorpresa al primo turno da Zizou Bergs. Torna in evidenza ai Mallorca Championships, dove diventa il primo cileno ad aggiudicarsi un titolo ATP sull'erba con la vittoria in finale su Sebastian Ofner per 6-3, 6-4. Raggiunge anche la finale in doppio assieme a Diego Hidalgo e vengono sconfitti da Julian Cash / Robert Galloway con un doppio 4-6. Migliora così entrambi i best ranking, portandosi al 19º posto in singolare e al 181º in doppio.
Raggiunge per la prima volta il terzo turno a Wimbledon e cede in tre set a Taylor Fritz. Delude con l'uscita al primo turno sulla terra battuta alle Olimpiadi di Parigi giocate al Roland Garros, mentre in doppio arriva al secondo turno. Al Masters di Montréal sconfigge Frances Tiafoe ed esce di scena al terzo turno. Perde tutti gli incontri disputati in singolare nei tornei successivi compresi gli US Open, al suo esordio nella Laver Cup e in Coppa Davis, con il Cile eliminato nella fase a gruppi delle Finals. Già ad agosto esce dalla top 20. Torna al successo allo Shanghai Masters e perde il secondo match disputato. In doppio raggiunge le semifinali con Alex Michelsen all'ATP 500 di Tokyo e il secondo turno a Shanghai, portando il miglior ranking alla 115ª posizione. Vince in totale tre incontri in singolare negli ultimi tre tornei stagionali.

### 2025, discesa nel ranking
Senza aver ancora vinto alcun match stagionale in doppio, a fine gennaio porta il miglior ranking alla 106ª posizione. Subisce sei sconfitte al primo turno consecutive in singolare nei primi tornei disputati nel 2025. Vince un match a Indian Wells e uno a Miami in singolare, mentre a Indian Wells raggiunge i quarti in doppio assieme a Jiri Lehecka. Si mette in luce al Monte Carlo Masters infliggendo una nuova sconfitta a Djokovic, che aveva già battuto nel Masters romano del 2024, ed esce di scena al terzo turno. Rimane poi inattivo sei settimane ed esce dalla top 60. Rientra al Roland Garros e non va oltre il secondo turno.

## Statistiche
Aggiornate al 21 marzo 2025.

### Singolare

#### Vittorie (2)
| Legenda singolare    |
| Grande Slam (0)      |
| ATP Finals (0)       |
| ATP Masters 1000 (0) |
| ATP Tour 500 (0)     |
| ATP Tour 250 (2)     |

| N. | Data            | Torneo                         | Superficie | Avversario in finale | Punteggio |
| 1. | 14 gennaio 2024 | Auckland Open, Auckland        | Cemento    | Tarō Daniel          | 6–2, 7–5  |
| 2. | 29 giugno 2024  | Mallorca Championships, Calvià | Erba       | Sebastian Ofner      | 6–3, 6–4  |

#### Finali perse (2)
| Legenda              |
| Grande Slam (0)      |
| ATP Finals (0)       |
| ATP Masters 1000 (0) |
| ATP Tour 500 (0)     |
| ATP Tour 250 (2)     |

| N. | Data            | Torneo                | Superficie  | Avversario in finale | Punteggio     |
| 1. | 6 febbraio 2022 | Córdoba Open, Córdoba | Terra rossa | Albert Ramos Viñolas | 6–4, 3–6, 4–6 |
| 2. | 3 marzo 2024    | Chile Open, Santiago  | Terra rossa | Sebastián Báez       | 6–3, 0–6, 4–6 |

### Doppio

#### Vittorie (1)
| Legenda doppio       |
| Grande Slam (0)      |
| ATP Finals (0)       |
| ATP Masters 1000 (0) |
| ATP Tour 500 (0)     |
| ATP Tour 250 (1)     |

| N. | Data         | Torneo               | Superficie  | Compagno                   | Avversari in finale     | Punteggio |
| 1. | 2 marzo 2024 | Chile Open, Santiago | Terra rossa | Marcelo Tomás Barrios Vera | Orlando Luz Matías Soto | 6–2, 6–4  |

#### Finali perse (1)
| Legenda doppio       |
| Grande Slam (0)      |
| ATP Finals (0)       |
| ATP Masters 1000 (0) |
| ATP Tour 500 (0)     |
| ATP Tour 250 (1)     |

| N. | Data           | Torneo                         | Superficie | Compagno      | Avversari in finale         | Punteggio |
| 1. | 29 giugno 2024 | Mallorca Championships, Calvià | Erba       | Diego Hidalgo | Julian Cash Robert Galloway | 4–6, 4–6  |

### Tornei minori

#### Vittorie (9)
| Legenda tornei minori |
| Challenger (6)        |
| ITF (3)               |

| N. | Data             | Torneo                                                  | Superficie  | Avversario in finale    | Punteggio     |
| 1. | 11 dicembre 2016 | Chile F6, Santiago del Cile                             | Terra rossa | Genaro Alberto Olivieri | 6–4, 4–6, 6–3 |
| 2. | 9 dicembre 2018  | Dominican Republic F2, Santo Domingo                    | Cemento     | José Olivares           | 6–3, 6–3      |
| 3. | 24 febbraio 2019 | M25 Aktobe, Aqtöbe                                      | Cemento (i) | Niels Lootsma           | 6–3, 6–4      |
| 4. | 7 novembre 2021  | Challenger Ciudad de Guayaquil, Guayaquil               | Terra rossa | Jesper de Jong          | 6–1, 7–5      |
| 5. | 14 maggio 2023   | Internazionali di Tennis d'Abruzzo, Francavilla al Mare | Terra rossa | Benoît Paire            | 6–1, 7–5      |
| 6. | 9 luglio 2023    | Open Karlsruhe, Karlsruhe                               | Terra rossa | Giulio Zeppieri         | 2–6, 1–0 rit. |
| 7. | 5 novembre 2023  | Challenger Ciudad de Guayaquil, Guayaquil               | Terra rossa | Daniel Elahi Galán      | 6–2, 6–2      |
| 8. | 26 novembre 2023 | Aberto da República, Brasília                           | Terra rossa | Román Burruchaga        | 6–3, 7–6(6)   |
| 9. | 5 maggio 2024    | Open du Pays d'Aix, Aix-en-Provence                     | Terra rossa | Jaume Munar             | 6–3, 6–2      |

#### Sconfitte in finale (8)
| Legenda tornei minori |
| Challenger (4)        |
| ITF (4)               |

| N. | Data             | Torneo                                           | Superficie  | Avversario in finale       | Punteggio        |
| 1. | 10 dicembre 2017 | Chile F3, Antofagasta                            | Terra rossa | Marcelo Tomás Barrios Vera | 7–5, 6(5)–7, 2–6 |
| 2. | 16 dicembre 2018 | Dominican Republic F3, Santo Domingo             | Cemento     | Nick Hardt                 | 5–7, 3–6         |
| 3. | 3 febbraio 2019  | M25 Weston, Weston                               | Terra rossa | Dmitry Popko               | 2–6, 3–6         |
| 4. | 17 febbraio 2019 | M25 Aktobe, Aqtöbe                               | Cemento (i) | Niels Lootsma              | 4–6, 4–6         |
| 5. | 31 luglio 2021   | Lexington Challenger, Lexington                  | Cemento     | Jason Kubler               | 5–7, 7–6(2), 5–7 |
| 6. | 28 novembre 2021 | Puerto Vallarta Open, Puerto Vallarta            | Terra rossa | Daniel Altmaier            | 3–6, 6–3, 3–6    |
| 7. | 13 marzo 2022    | Santiago Challenger, Santiago del Cile           | Terra rossa | Hugo Dellien               | 3–6, 6–4, 4–6    |
| 8. | 23 aprile 2023   | Aberto de Tênis de Santa Catarina, Florianópolis | Terra rossa | Marcelo Tomás Barrios Vera | 4–6, 4–6         |

#### Doppio

##### Vittorie (5)
| Legenda tornei minori |
| Challenger (0)        |
| ITF (5)               |

| N. | Data             | Torneo                      | Superficie  | Compagno               | Avversari in finale                | Punteggio           |
| 1. | 11 dicembre 2016 | Chile F6, Santiago del Cile | Terra rossa | Jorge Montero          | Jorge Aguilar Victor Nunez         | 6–3, 6–4            |
| 2. | 22 ottobre 2017  | Turkey F39, Adalia          | Terra rossa | Domagoj Biljesko       | Riccardo Bonadio Federico Maccari  | 7–6(5), 4–6, [10–3] |
| 3. | 29 ottobre 2017  | Turkey F40, Adalia          | Terra rossa | Domagoj Biljesko       | Alexander Boborykin Timur Kiyamov  | 6–3, 6–4            |
| 4. | 26 novembre 2017 | Chile F1, Curicó            | Terra rossa | Matias Franco Descotte | Mariano Kestelboim Matias Zukas    | 6–2, 6–3            |
| 5. | 1º giugno 2019   | M25+H Bacau, Bacău          | Terra rossa | Juan Pablo Varillas    | Alexander Merino Manuel Peña López | 7–6(5), 7–6(4)      |

##### Finali perse (5)
| Legenda tornei minori |
| Challenger (1)        |
| ITF (4)               |

| N. | Data             | Torneo                              | Superficie  | Compagno                   | Avversari in finale                 | Punteggio        |
| 1. | 20 luglio 2014   | Canada F6, Vancouver                | Cemento     | Riaan du Toit              | Daniel Chu Kyle Mcmorrow            | 2–6, 7–5, [7–10] |
| 2. | 27 novembre 2016 | Bolivia F3, Santa Cruz de la Sierra | Terra rossa | Franco Emanuel Egea        | Hugo Dellien Federico Zeballos      | 4–6, 4–6         |
| 3. | 4 giugno 2017    | Tunisia F21, Hammamet               | Terra rossa | Pedro Sakamoto             | Riccardo Bonadio Riccardo Sinicropi | 6(4)–7, 0–6      |
| 4. | 20 gennaio 2019  | M15 Naples, Naples                  | Terra rossa | Gonzalo Lama               | Julian Bradley Strong Kichheimer    | 4–6, 2–6         |
| 5. | 30 ottobre 2021  | Lima Challenger II, Lima            | Terra rossa | Marcelo Tomás Barrios Vera | Sergio Galdós Gonçalo Oliveira      | 2–6, 6–2, [5–10] |

### Vittorie contro top 10
| Stagione | 2024 | 2025 | Totale |
| Vittorie | 1    | 1    | 2      |

| #    | Giocatore         | Rank | Torneo                           | Superficie  | Turno | Punteggio |
| ---- | ----------------- | ---- | -------------------------------- | ----------- | ----- | --------- |
| 2024 |                   |      |                                  |             |       |           |
| 1.   | Novak Đoković     | 1    | Internazionali d'Italia, Roma    | Terra rossa | 3T    | 6–2, 6–3  |
| 2025 |                   |      |                                  |             |       |           |
| 2.   | Novak Đoković (2) | 5    | Monte Carlo Masters, Monte Carlo | Terra rossa | 2T    | 6–3, 6–4  |